# Lê Trung Toản
Lê Trung Toản (sinh năm 1921-2017) là đảng viên Đảng Cộng sản Việt Nam, chính khách Việt Nam, nguyên Thứ trưởng Bộ Nội thương (nay là bộ Công thương), Phó Chủ nhiệm Ủy ban Kế hoạch Nhà nước.

## Quá trình hoạt động cách mạng
Ông là cựu học sinh trường Tư thục Thăng Long ở Hà Nội, vào Đảng Cộng sản Đông dương năm 1939. Trong quá trình hoạt động cách mạng ông bị Pháp bắt giam đày lên Sơn La.
Tháng 3 năm 1945 sau khi thoát ngục Sơn la ông được Xứ ủy Bắc kỳ điều ngay trở lại Sơn La để chỉ đạo phong trào cách mạng của tỉnh.
Ngày 25 tháng 8 năm 1945 ông được Thành ủy Hà nội cử làm Ủy viên phụ trách quân sự  trực tiếp làm Đội trưởng Đội Tự vệ chiến đấu Cứu quốc Hoàng Diệu, đồng thời chịu trách nhiệm xây dựng, phát triển lực lượng Tự vệ Thành. Đội Tự vệ chiến đấu cứu quốc Hoàng Diệu là đơn vị bộ đội địa phương đầu tiên của Hà Nội do Thành ủy thành lập ngay sau Cách mạng. Đội được giao nhiệm vụ cùng với các lực lượng vũ trang khác bảo vệ chính quyền cách mạng, làm công tác tuyên truyền các chủ trương chính sách của Đảng, Chính phủ, Mặt trận Việt Minh và vận động quần chúng thực hiện; tổ chức và huấn luyện cho tự vệ thành; làm nòng cốt trong các cuộc đấu tranh của quần chúng chống thù trong giặc ngoài. Vừa thành lập vài ngày, ĐTVCĐCQ Hoàng Diệu được giao ngay trọng trách là làm hàng rào danh dự bảo vệ lễ đài trên quảng trường Ba Đình lịch sử, nơi Chính phủ lâm thời ra mắt quốc dân đồng bào và Hồ Chủ tịch đọc bản Tuyên ngôn độc lập (2/9/1945).
Giữa năm 1946 ông có thời gian ngắn giữ chức Bí thư Thành ủy Hải phòng , sau đó được cử giữ chức Bí thư Đảng ủy Liên khu 1, Chủ tịch Ủy ban Kháng chiến Liên khu 1, Chính ủy Trung đoàn Thủ Đô  lãnh đạo quân và dân Hà nội kháng cự quân Pháp xâm lược tại Trận Hà Nội 1946 khi nổ ra Toàn quốc kháng chiến
Tháng 8 năm 1952 ông được bầu làm Phó Bí thư thường trực Thành ủy Hà nội

Năm 1953 ông giữ chức Ủy viên Ủy ban kháng chiến Hành chính Hà Nội.
Năm 1954 ông tham gia Đoàn công tác tiếp quản thành phố Hà nội.,
Năm 1955 ông được bầu làm Ủy viên Thường vụ Ban Chấp hành Đảng bộ Thành phố Hà nội 

## Công tác quản lý kinh tế
Sau năm 1954 ông hoạt động trong lĩnh vực quản lý kinh tế.
Năm 1958 ông giữ chức Thứ trưởng Bộ Nội thương, Phó Trưởng ban Ban cải tạo công thương nghiệp tư doanh Trung ương 
Năm 1962 ông giữ chức Phó Chủ nhiệm Văn phòng Tài chính - Thương nghiệp Phủ Thủ tướng,
Năm 1965 ông giữ chức Phó Chủ nhiệm Ủy ban Vật giá .
Năm 1973 – 1982 ông giữ chức Phó Chủ nhiệm Ủy ban Kế hoạch Nhà nước , sau đó nghỉ hưu.
Năm 2007 ông được Nhà nước trao tặng Huân chương Hồ Chí Minh .